# Kočevje
Kočevje – miasto w Słowenii, siedziba gminy Kočevje. Według stanu na dzień 1 stycznia 2018 roku liczyło 8240 mieszkańców.

## Geografia
Jest położone w południowej części kraju, nad rzeką Rinžą, 47 km na południowy zachód od Novego Mesta.
Miejscowa gospodarka oparta jest na przemyśle chemicznym, drzewnym, metalowym i spożywczym.

## Historia
Pierwsza historyczna wzmianka o miejscowości pochodzi z 1339 roku. W XV wieku uległa zniszczeniu w wyniku najazdu osmańskiego. 
W 1469 roku cesarz Fryderyk III Habsburg założył nowe miasto, zasiedlone następnie przez niemieckich osadników. Prawa miejskie nadano w 1471 roku. Do zakończenia II wojny światowej Kočevje stanowiło niemiecką wyspę językową.